# 오메정
오메정(青梅町)은 가나가와현, 도쿄부, 도쿄도 니시타마군에 일찍이 존재했던 정이다.

## 개요
현재의 오메시는 1951년 오메정(青梅町) 등의 신설 합병으로 탄생한 것으로, 오메정의 구역은 모두 현재의 오메시에 포함되지만, 자치단체로서는 본정과는 별개다.

## 지리
현재의 오메시의 중앙부에 해당한다.

## 역사
- 1889년 4월 1일 - 정촌제 시행에 수반해 가나가와현 니시타마군 오메정이 성립하였다.
- 1893년 4월 1일 - 도쿄부에 이관되었다.
- 1943년 7월 1일 - 도쿄도로 승격되었다.
- 1951년 4월 1일 - 가스미촌, 조후촌과 합병해 오메시가 성립하여, 동일 오메정은 폐지되었다.

## 인구
| 1913년 | 5,850  |
| 1920년 | 7,960  |
| 1925년 | 9,582  |
| 1930년 | 10,675 |
| 1935년 | 11,148 |
| 1940년 | 11,293 |
| 1947년 | 15,187 |
| 1950年 | 15,301 |

## 교통

### 철도
- 일본국유철도 (→ 동일본 여객철도)
  - 오메선

### 도로
- 오메 가도
- 다키야마 가도

## 참고문헌
- 妹尾久造編『大日本紳士鑑』経済会、1895年。
- 柴田勇之助、新堀豊三郎 編『武蔵国三多摩郡公民必携名家鑑』柴田勇之助ほか、1897年。
- 井出徳太郎編『日本商工営業録 明治31年9月刊（第1版）』日本商工営業録発行所、1898 - 1902年。
- 大日本篤農家名鑑編纂所編『大日本篤農家名鑑』大日本篤農家名鑑編纂所、1910年。
- 扶桑社 編『大日本蚕業家名鑑 正』扶桑社、1913 - 1917年。
- 東京都西多摩郡役所『東京府西多摩郡第一囘郡勢一斑』、東京都西多摩郡役所、1914年11月
- 臨時国勢調査局『国勢調査速報. 世帯及人口』、帝国地方行政学会、1920-1921年
- 渡辺欽城 編『町村行脚 歩むまゝ』武陽新報社、1921年。
- 荒井酒竹 著『武相のぞき』武相大観社、1926年。
- 内閣統計局『国勢調査報告. 大正14年 第3巻』、内閣統計局、1926年
- 東京府知事官房調査課『東京府市町村勢要覧. 昭和6年9月刊』、東京府、1931年
- 篠田皇民 著『自治団体之沿革 東京府之部』東京都民新聞社、1931年。
- 東京府総務部調査課『東京府市町村勢要覧. 昭和11年12月刊』、東京府総務部調査課、1936年
- 東京地方改良協会 編『東京府市区町村便覧』1939年
- 青梅国民学校郷土誌編輯部 編『青梅郷土誌』青梅国民学校、1941年。
- 東京府総務部調査課『東京府市町村勢要覧. 昭和16年刊行』、東京府総務部調査課、1941-1942年
- 総理庁統計局『臨時国勢調査結果報告. 昭和22年 第2』、1948年
- 大蔵省印刷局『官報. 1951年02月10日』、日本マイクロ写真、1951年
- 角川日本地名大辞典編纂委員会『가도카와 일본 지명 대사전 13 東京都』、가도카와 쇼텐、1978年、ISBN 4040011309
- 日本加除出版株式会社編集部『全国市町村名変遷総覧』、日本加除出版、2006年、ISBN 4817813180
- 青梅市史編さん委員会 (1995년 10월 20일). 《増補改訂 青梅市史 上巻》. 다음 글자 무시됨: ‘和書’ (도움말)
- 青梅市史編さん委員会 (1995년 10월 20일). 《増補改訂 青梅市史 下巻》. 다음 글자 무시됨: ‘和書’ (도움말)